# Осіма Йосімаса
Осіма Йосімаса (яп. 大島 義昌; 20 вересня 1850 — 10 квітня 1926) — генерал Японської імператорської армії, губернатор Квантунської області. Його праправнук Сіндзо Абе став прем'єр-міністром Японії.

## Біографія
Осіма Йосімаса був старшим сином у самурайській сім'ї з князівства Тьосю. Під час війни Босін він воював на боці союзу Сатте проти сьогуната Токугава. Після Реставрації Мейдзі він у 1870 році вступив до військової школи в Осаці, і після її закінчення в 1871 став лейтенантом молодої Імператорської армії, отримавши в серпні призначення в 4-й піхотний полк. Наступного року його зробили капітаном, а 1873 року він став командиром батальйону у складі 1-го піхотного полку. Під час Сацумського повстання Осіма Йосімаса був підвищений у майори, потім служив на штабних посадах, і в 1886 став полковником. У 1887 році він став начальником штабу Токійського гарнізону, а після реорганізації японської армії відповідно до порад прусського військового радника Якоба Меккеля Осіма Йосімаса був зроблений начальником штабу 1-ї дивізії.
У червні 1891 року Осіма Йосімаса був підвищений в генерал-майори і призначений командиром 9-ї піхотної бригади. У 1894 році ця бригада була відправлена до Кореї для участі в придушенні повстання тонхаків, і після влаштованого японськими військами державного перевороту саме ця бригада на «прохання» корейського уряду вирушила на видворення з корейської території китайських військ, які також брали участь у боротьбі з тонхами. 29 липня 1894 року війська Осіма Йосімаси воювали з китайською армією в бою біля Сонхвана, розпочавши тим самим японо-китайську війну. За цю перемогу Осіма Йосімаса отримав титул дансяку («барона») в аристократичній системі кадзоку, і став командиром Цусімського гарнізону. У лютому 1898 року його було підвищено в генерал-лейтенанти.
У 1905 році Осіма Йосімаса був призначений губернатором відвойованої у Російської імперії Квантунської області, і залишався на цій посаді до 1912 року. У 1907 році він отримав наступний аристократичний титул — сисяку («віконт»). У вересні 1911 року він був призначений на службу до Генерального штабу Імператорської армії Японії. У червні 1912 року був нагороджений орденом Вранішнього сонця. В серпні 1915 року вийшов у відставку.